# Synagogue de Nancy
La synagogue de Nancy est une synagogue située 17, boulevard Joffre à Nancy, où elle a été inaugurée en 1788. Au 19, boulevard Joffre, se trouve le centre communautaire, dans un bâtiment moderne de forme cubique, qui abrite plusieurs associations juives, comme l'UEJF (Union des Étudiants Juifs de France), les Éclaireuses & Éclaireurs Israélites de France, la Wizo ou le B'nai B'rith. 
À l’époque, l’édifice de la synagogue avait été bâti sur une zone marécageuse et on y accédait par une porte dérobée, à l’écart des lieux de passage. Du fait de l’extension urbaine, elle se retrouve deux siècles plus tard en plein centre-ville. Son architecte en était Augustin-Charles Piroux (1749-1805). Elle fut inaugurée le 11 juin 1790. Elle a été agrandie en 1841 et 1861 et la façade, œuvre d'Alfred Thomas, date de 1935. Cette façade est plus grande que le bâtiment, auquel elle donne une apparence avantageuse.
Cette synagogue est donc la deuxième plus vieille synagogue du royaume de France encore en service. En effet, seule la synagogue de Lunéville est un peu plus vieille, ayant été consacrée en 1786, sur les plans du même architecte.
Elle a été inscrite aux monuments historiques par un arrêté du 11 juillet 1984.

## Histoire
La première communauté juive remonte au Moyen Âge. Vers 1470, une dizaine de familles juives vivaient à Nancy, mais elles en sont expulsées en 1477. Au XVIe siècle, on retrouve quelques familles juives. C'est en 1721 qu'une ordonnance ducale officialise la communauté juive de Nancy en autorisant quatre familles juives à résider en cette ville (voir Histoire des Juifs en Lorraine). En fait, les Juifs étaient tolérés depuis un à deux siècles.
La synagogue est construite en 1788.

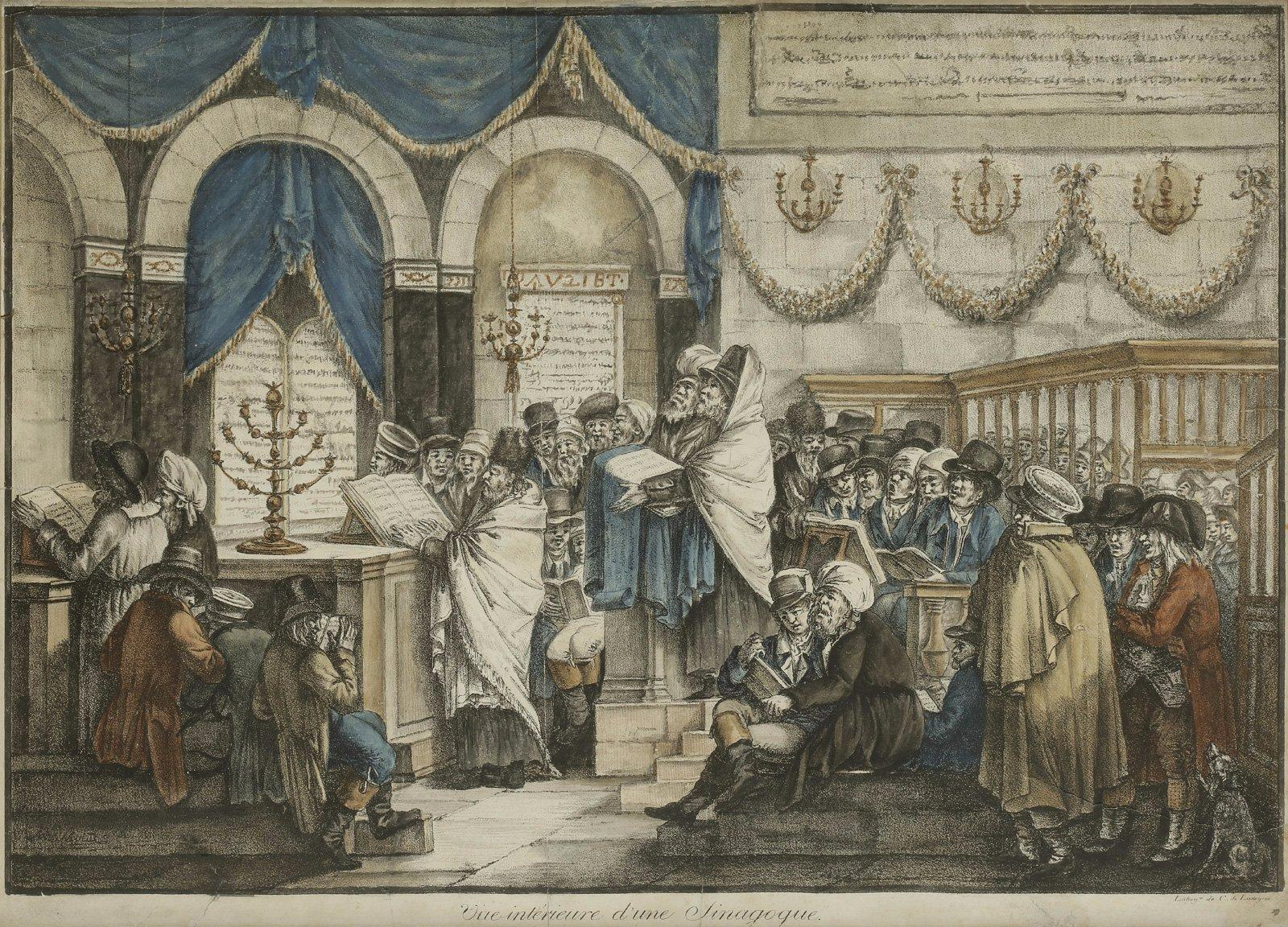
Vue intérieure d'une synagogue (probablement celle de Nancy), lithographie en couleur de Charles Philibert de Lasteyrie, vers 1816.

En 1832, Baruch Gouguenheim, rabbin de Phalsbourg, est appelé à la tête de la synagogue de Nancy qu'il dirige très fermement pendant onze ans. À sa mort, le consistoire nomme grand rabbin Salomon Ulmann, qui exerce cette fonction de 1843 à 1854.
Les juifs ont créé dans la ville de Nancy de nouvelles industries (filatures, tissages, manufactures de chaussures, de broderies, hauts fourneaux) et ils ont fondé les grands magasins de la rue Saint-Jean. Le quartier juif se trouvait à proximité de la synagogue, à l'emplacement de l'actuel centre commercial Saint Sébastien, entre la rue du Grand-Rabbin-Haguenauer et la rue des Ponts où se trouve l'association culturelle juive de Nancy.
L'action de sept policiers du service des étrangers au commissariat central de Nancy a permis de sauver quelque trois cents Juifs lors de la grande rafle organisée à Nancy par les nazis le 19 juillet 1942.
Après la guerre, l'orgue de la synagogue est reconstruit par le facteur Roethinger en 1948. La chorale synagogale a été rétablie en 2017. 
Récemment, vers 2007 ou 2008, la synagogue de Nancy a été entourée, pour des raisons controversées de sécurité, d'une palissade de tôles, de barreaux et de grillages, d'au moins 3 mètres de haut, qui la cache complètement aux passants.
Actuellement la communauté juive de Nancy compte environ 450 familles.

## 55, rue des ponts
Au 55 rue des Ponts se trouvait un oratoire juif polonais non consistorial.
Ce bâtiment abrite aujourd'hui l'Association culturelle juive de Nancy.

## Cimetière israélite de Nancy

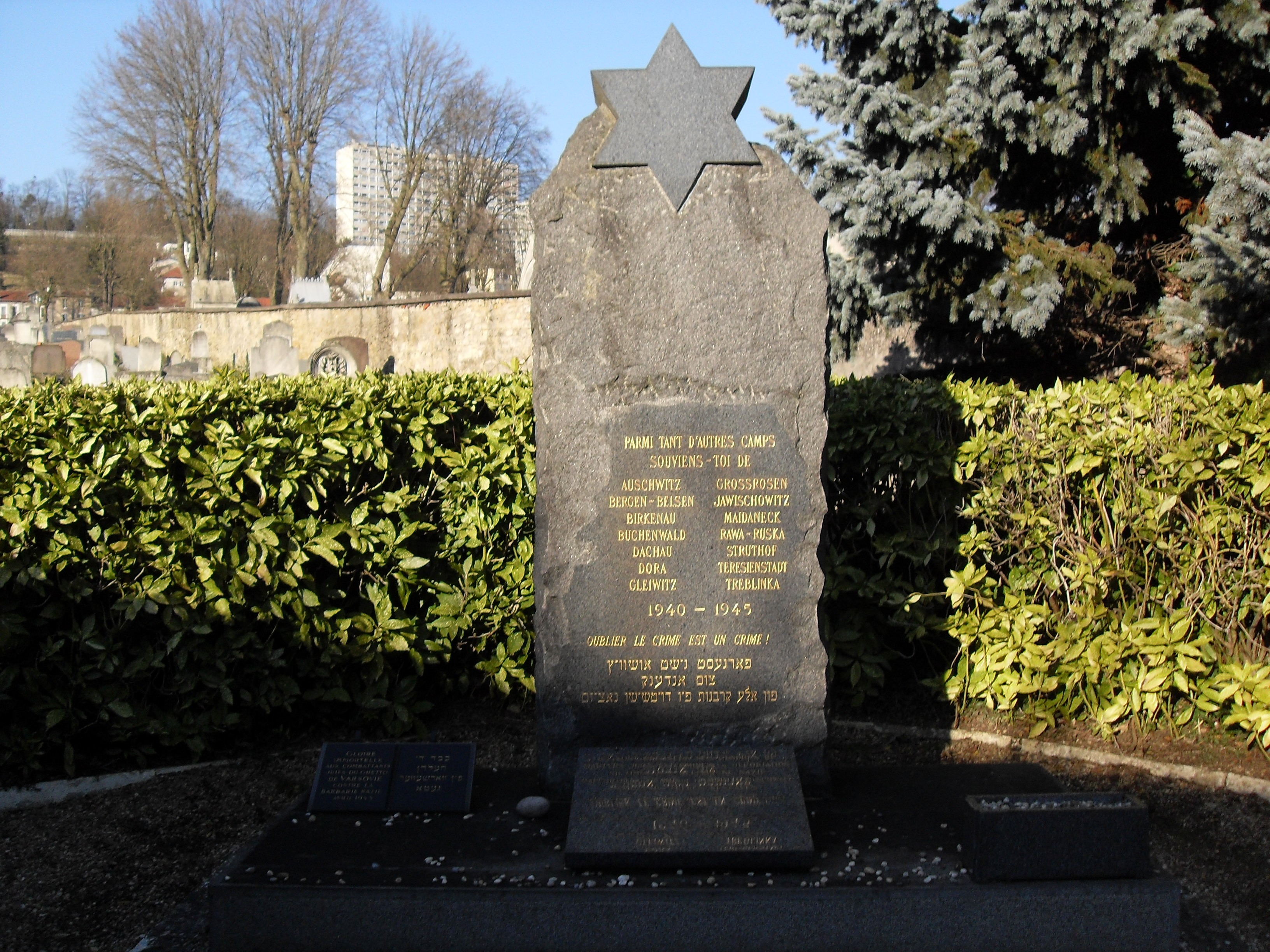
Monument en mémoire de la Shoah au cimetière israélite de Nancy.

La section juive du cimetière de Préville, créée en 1840, est située au 2, avenue de Boufflers. À l'entrée du cimetière, le Monument du souvenir rappelle la disparition d'une partie de la communauté juive de Nancy dans la Shoah, les victimes de l'Holocauste se comptant par milliers en Lorraine, dont sept cents à Nancy. On peut y lire une phrase en yiddish :

« פארגעסט נישט אושוויץ
צום אנדענק 
פון אלע קרבנות פיו דויטשישן נאציום »

« N'oublie pas Auschwitz et souviens-toi de toutes les victimes des nazis allemands. »

Près de l'entrée est apposée une plaque émaillée où figure en hébreu la « prière au champ du repos » :

« Soit loué Éternel notre D.ieu, roi de l'univers, lui qui vous a créés par sa justice, vous a nourris et entretenus par sa justice, vous a fait mourir par sa justice, qui dans sa justice connaît votre nombre et qui un jour vous fera ressusciter par sa justice. Soit loué Éternel, qui ressuscite les morts. »

et qui reprend la seconde bénédiction de la Amida (il manque d'ailleurs un mot dans la première phrase) :

« Tu es à jamais tout-puissant, Seigneur, tu ressuscites les morts ; tu es Tout Puissant pour secourir [tu fais souffler les vents et tomber la pluie] Tu nourris les vivants par tu grâce tu ressuscites les morts par ta grande miséricorde, tu soutiens ceux qui chancellent, tu guéris les malades, tu délivres les prisonniers et tu gardes tes promesses à ceux qui dorment dans la terre. Qui est Tout Puissant, comme toi. Seigneur ? Qui peut t'être comparé ? O notre Roi, c'est toi qui fais mourir et qui fais vivre ; de toi vient tout secours. Tu accompliras ta promesse de ressusciter les morts. »

En 1987, dans le cadre du bicentenaire de la synagogue, vingt écoliers ont planté vingt arbustes pour rappeler le souvenir des vingt enfants juifs enlevés de leur refuge (ils étaient placés à la maison de retraite) par les occupants nazis et déportés sans retour vers les camps de la mort le 6 novembre 1942. Le nom de chaque enfant disparu et son âge (les plus jeunes de ces enfants n'avaient que trois ans) sont inscrits sur une petite stèle placée devant chaque arbuste. Celles-ci se trouvent le long du mur à gauche de l'entrée.

Stèles en mémoire d'enfants victimes de la Shoah ; des petits cailloux y ont été déposés selon la coutume
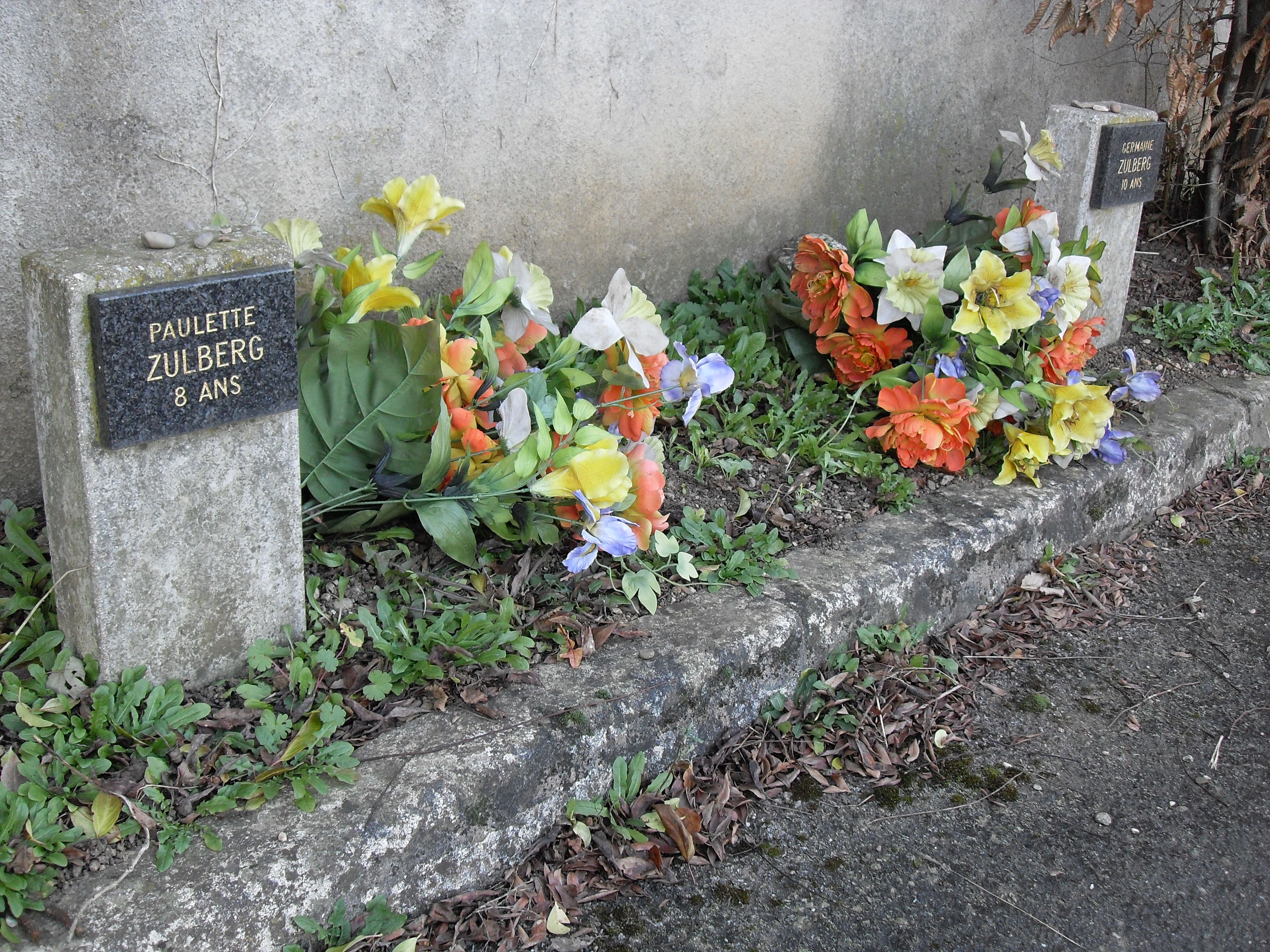
Deux jeunes sœurs, Paulette et Germaine Zulberg, de 8 et 10 ans (des fleurs ont été déposées en plus des cailloux, ce qui est plus inhabituel).
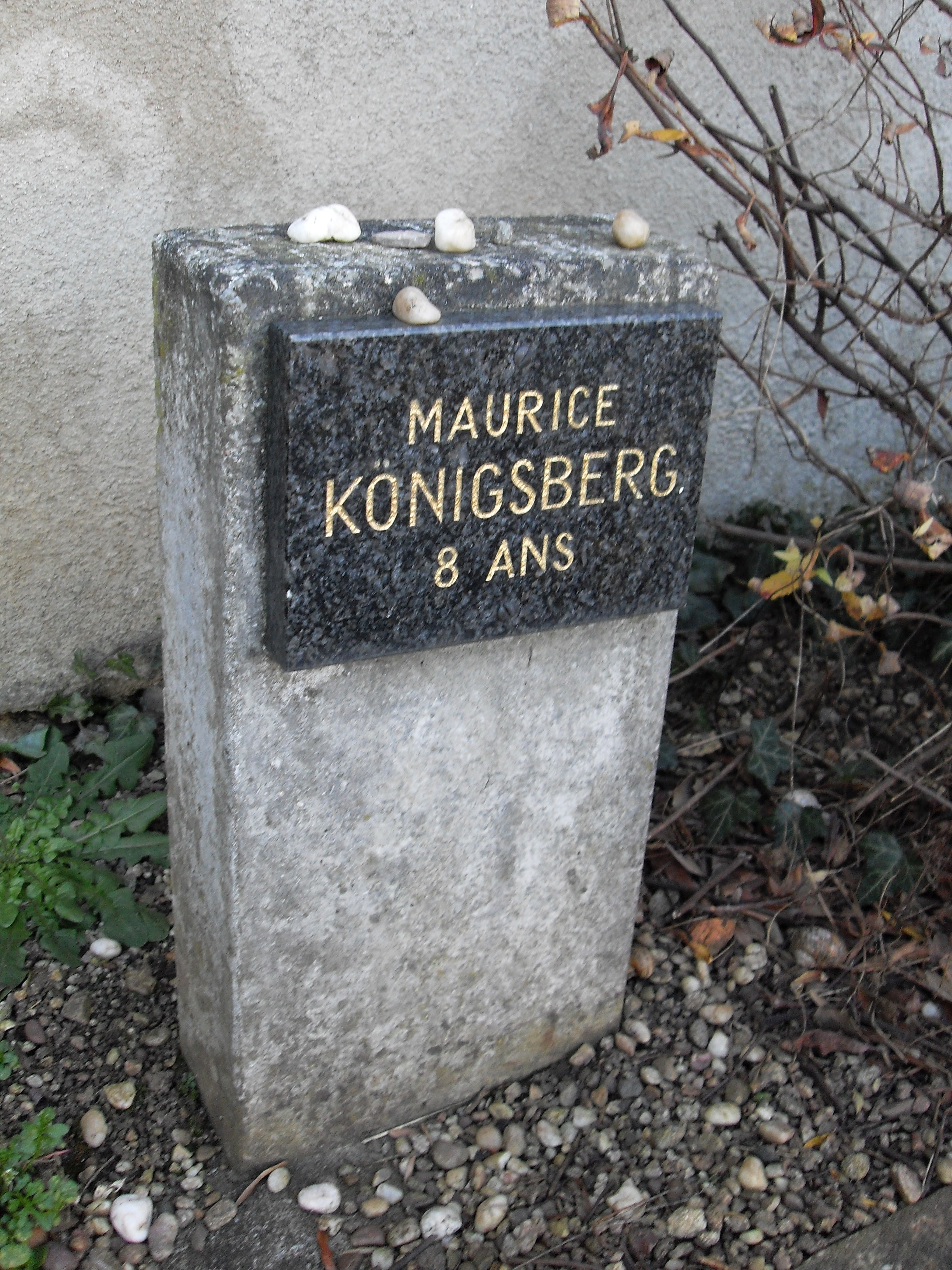
Un petit garçon de 8 ans, Maurice Königsberg.
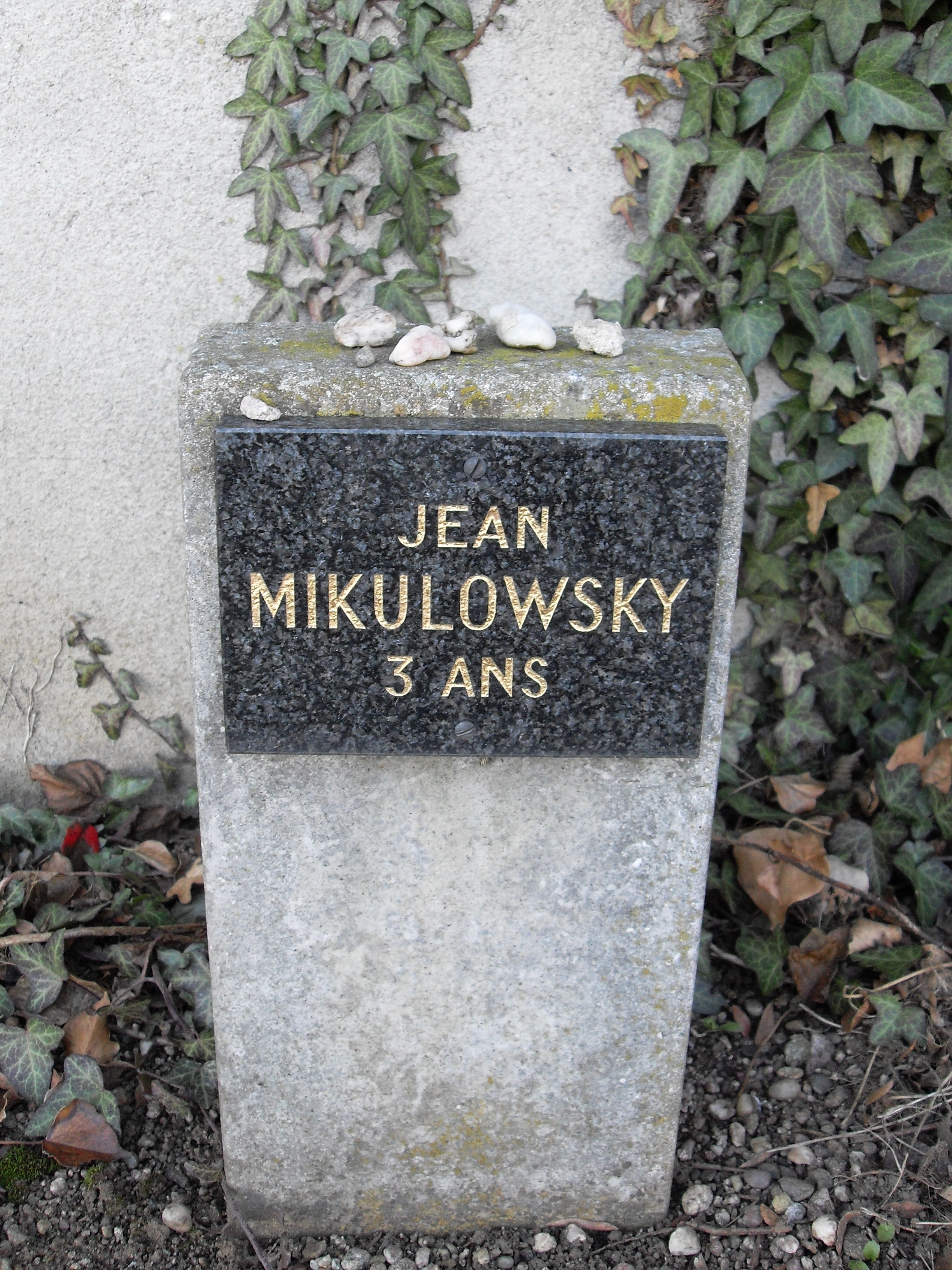
Un petit garçon de 3 ans, Jean Mikulowsky.